# Copa Unión de la Asociación de Football de Santiago 1919
La Copa Unión de la Asociación de Football de Santiago 1919 fue la 17.º edición de la Copa Unión, primera categoría de la Asociación de Football de Santiago, competición de fútbol oficial amateur de la capital de Chile, correspondiente a la temporada 1919.
Fue organizada por la Asociación de Football de Santiago en donde participaron 8 clubes. El torneo se disputó bajo el sistema de todos contra todos, siendo sólo una rueda.
Los campeones de la competición fueron Gimnástico, Liverpool y Arco Iris tras haber empatado en la tabla con 11 puntos se consagraron campeones, ganando todos su primer título de la Copa República.

## Reglamento de juego
La competencia se jugó bajo el sistema de todos contra todos y en una única rueda de 9 fechas, resultando campeón aquel equipo que juntase más puntos en la tabla de posiciones.

## Equipos participantes
En la edición participaron 8 equipos, todos de la ciudad de Santiago.
| Equipo               |
| -------------------- |
| Arco Iris            |
| Britania             |
| Cinco de Abril       |
| Eleuterio Ramírez    |
| Gimnástico           |
| Liverpool            |
| Maestranza Atlético  |
| Maestranza Eléctrica |

## Clasificación
| Pos. | Equipo               | Pts. |
| ---- | -------------------- | ---- |
| 1    | Gimnástico           | 11   |
|      | Liverpool            | 11   |
|      | Arco Iris            | 11   |
| 2    | Eleuterio Ramírez    | 9    |
| 3    | Maestranza Atlético  | 6    |
| 4    | Cinco de Abril       | 5    |
| 5    | Britania             | 2    |
| 6    | Maestranza Eléctrica | 1    |

## Campeones
Los campeones de la primera serie de la Asociación de Football de Santiago 1919, Gimnástico, Liverpool y Magallanes, se adjudicaron conjuntamente la Copa Unión.
| Campeones Gimnástico, Liverpool y Arco Iris |
| 1.er título, respectivamente                |